# Frank Marino
Frank Marino (Montreal, 20 novembre 1954) è un chitarrista e cantante canadese conosciuto per essere stato il leader dei Mahogany Rush.
È considerato uno dei chitarristi più sottovalutati della storia del rock.

## Biografia
Fu tra i fondatori dei Mahogany Rush nel 1970; nel 1977 lasciò ufficialmente la band, che però rimase insieme allo stesso chitarrista, in qualità di band di supporto. Nel 2020 ha annunciato il suo ritiro dalla carriera a causa di problemi legati alla sua salute.

## Discografia

### Solista
- 1977 - World Anthem
- 1979 - Tales of the Unexpected
- 1980 - What's Next
- 1981 - The Power of Rock and Roll
- 1982 - Juggernaut
- 1987 - Full Circle
- 1990 - From the Hip
- 2004 - Real Live!

### Con i Mahogany Rush
- 1972 - Maxoom
- 1974 - Child of the Novelty
- 1975 - Strange Universe
- 1976 - Mahogany Rush IV

### Collaborazioni
- April Wine - The Whole World's Goin' Crazy (1976)
- Nanette Workman (album recorded but never released)  (1976)
- California Jam II (6 CD set) (1978)
- Billy Workman:same (1979)
- Fit for A. King (various artists) (1980)
- V X N (pronounced Vixen )(1985)
- Metal Giants (various artists) (1988)
- Guitar Speak II (1990)
- Doc Rock presents Classic Rock Weekend (various artists) (2006)
- Vargas Blues Band – Flamenco Blues Experience (track 2) (2008)
- Nos stars chantent le blues à Montréal – track 5. Who do you love? – Jonas (avec Frank Marino) (2010)
- Just Gettin' Started – track 4. Wild Horses – Nanette Workman  (2012)